# NGC 261
NGC 261 è una nebulosa a emissione situata nella costellazione del Tucano.

## Descrizione
NGC 261 è situata all'incirca alla stessa distanza dalla Terra della Piccola Nube di Magellano, vale a dire 199.000 anni luce. Nella stessa regione di cielo sono presenti numerose altre nebulose a emissione.

## Scoperta
La nebulosa NGC 261 è stata scoperta il 5 settembre 1826 dall'astronomo scozzese James Dunlop.